# All's Well That Ends Well (Steve Lukather)
| Recensione | Giudizio |
| ---------- | -------- |
| AllMusic   | [ 1 ]    |

All's Well That Ends Well è il sesto album in studio del chitarrista e cantante statunitense Steve Lukather, pubblicato l'8 ottobre 2010 dalla Mascot Records.
È il primo album che Lukather ha pubblicato con la Mascot Record, casa discografica produttrice di dischi che rientrano nel genere AOR di cui Steve Lukather e i Toto sono tra i massimi esponenti.
Alla realizzazione dell'album partecipano, tra gli altri, Trevor Lukather, il figlio di Steve, Joseph Williams, cantante dei Toto, e Phil Collen, chitarra solista dei Def Leppard.

## Tracce
1. Darkness in My World – 6:59 (Steve Lukather, C.J. Vanston)
2. On My Way Home – 5:21 (Steve Lukather, C.J. Vanston)
3. Can't Look Back – 4:42 (Steve Lukather, C.J. Vanston)
4. Don't Say It's Over – 5:39 (Steve Lukather, C.J. Vanston)
5. Flash in the Pan – 4:53 (Steve Lukather, Fee Waybill)
6. Watching the World – 4:50 (Steve Lukather, C.J. Vanston)
7. You'll Remember – 5:15 (Steve Lukather, Steve Weingart, Fee Waybill)
8. Brody's – 5:35 (Steve Lukather, Randy Goodrum)
9. Tumescent – 4:02 (Steve Lukather, Steve Weingart, Carlitos Del Puerto, Eric Valentine)

Durata totale: 47:16

## Formazione
- Steve Lukather – voce, chitarra
- C.J. Vanston – tastiere, cori
- Steve Weingart – tastiere
- Carlitos Del Puerto – basso
- Eric Valentine – batteria
- Phil Collen – cori
- Joseph Williams – cori
- Fee Waybill – cori
- Bernard Fowler – cori
- Jory Steinberg – cori
- Tina Lukather – cori
- Lenny Castro – percussioni
- Trevor Lukather – chitarra